# Ipomopsis havardii
Ipomopsis havardii är en blågullsväxtart som först beskrevs av Asa Gray, och fick sitt nu gällande namn av V. Grant. Ipomopsis havardii ingår i släktet Ipomopsis och familjen blågullsväxter. Inga underarter finns listade i Catalogue of Life.